# مي فير

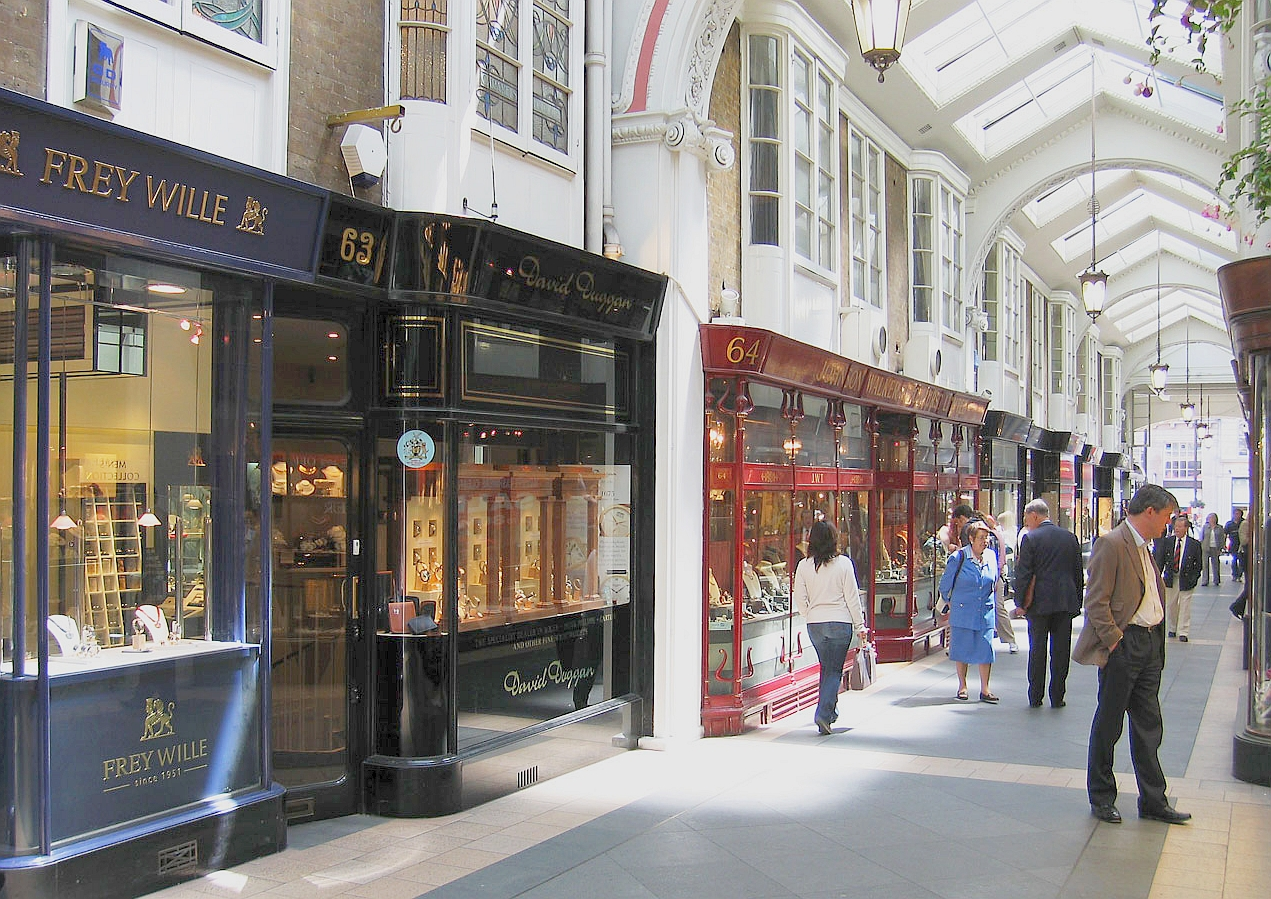
سوق في مي-فير.

مي فير حي يقع في غرب العاصمة البريطانية لندن، قرب الهايد بارك.
يعتبر الحي من أرقى أحياء العاصمة. وبها مقر عدد من السفارات الأجنبية. وفيه تواجد كبير للسواح والطلاب العرب، كما يملك العرب، وخصوصا القطريون، الكثير من العقارات في الحي، بل قيل أن ربع الحي مملوك من أهل قطر فقط.
يقع في الحي «مركز مايفير الإسلامي»، وهو مسجد جامع افتتح سنة 1418 هـ (الموافق 1997 م)، بعد أن تبرع بعض القطريين لشراء المبنى.

## الموقع الجغرافي
يحد الحي شارع أوكسفورد ستريت شمالا وريجنت ستريت شرقا وبكدلّي جنوبا وبارك لين غربا. والأماكن المجاورة لحي ماي فير هي:

## أعلام
- إيان فلمنغ
- هاريت ويلسون
- ألكسندر ماكوين
- بينجامين دزرائيلي
- وليم باركلي
- أليك دوغلاس هيوم
- إلين كوهن
- أرسكين تشايلدرز
- سبنسر برسيفال
- كيث مون